# Sankt Martin im Sulmtal
Sankt Martin im Sulmtal ist eine Gemeinde mit 3025 Einwohnern (Stand 1. Jänner 2024) im Bezirk Deutschlandsberg in der Steiermark.
Im Rahmen der steiermärkischen Gemeindestrukturreform wurde sie 2015 mit der Gemeinde Sulmeck-Greith zusammengeschlossen, die neue Gemeinde führt den Namen Sankt Martin im Sulmtal weiter.
Grundlage dafür ist das Steiermärkische Gemeindestrukturreformgesetz – StGsrG.

## Geografie

### Lage
Die Gemeinde St. Martin im Sulmtal liegt in der südlichen Weststeiermark. Sie wird von der Sulm durchflossen und liegt auf einer Seehöhe von 333 m.

### Gemeindegliederung
Die Gemeinde besteht aus 15 Katastralgemeinden und namensgleichen Ortschaften (Fläche Stand 31. Dezember 2023, Bevölkerung Stand 1. Jänner 2024):
| Ortschaft / Katastralgemeinde               | Einw. | Fläche    |
| ------------------------------------------- | ----- | --------- |
| Aigen                                       | 102   | 141,19 ha |
| Bergla                                      | 172   | 263,73 ha |
| Dietmannsdorf im Sulmtal (KG Dietmannsdorf) | 210   | 298,28 ha |
| Dörfla                                      | 360   | 114,83 ha |
| Gasselsdorf                                 | 322   | 260,12 ha |
| Graschach                                   | 116   | 577,59 ha |
| Greith                                      | 106   | 289,52 ha |
| Gutenacker                                  | 78    | 95,14 ha  |
| Kopreinigg                                  | 181   | 269,02 ha |
| Oberhart                                    | 233   | 334,03 ha |
| Otternitz                                   | 168   | 364,46 ha |
| Pitschgauegg                                | 104   | 156,3 ha  |
| Reitererberg                                | 64    | 145,54 ha |
| Sulb                                        | 484   | 305,33 ha |
| Tombach                                     | 325   | 301,11 ha |

### Eingemeindungen
- Die Gemeinden Greith und Aigen wurden mit St. Martin im Sulmtal ab 1. Jänner 1948 zwangsweise vereinigt.[8][9]
- Mit 1. Jänner 1968 ist die Gemeinde Otternitz mit St. Martin zusammengelegt worden.[10]
- Ein Jahr später, am 1. Jänner 1969 wurde die bis dahin selbständige Gemeinde Oberhart mit der Gemeinde Sankt Martin zusammengeschlossen.[11]
- Im Rahmen der steiermärkischen Gemeindestrukturreform wurde St. Martin im Sulmtal am 1. Jänner 2015 mit der Gemeinde Sulmeck-Greith zusammengeschlossen, die neue Gemeinde führt den Namen Sankt Martin im Sulmtal weiter. Grundlage dafür ist das Steiermärkische Gemeindestrukturreformgesetz – StGsrG.

### Nachbargemeinden
Drei der acht Nachbargemeinden von St. Martin im Sulmtal liegen im Bezirk Leibnitz (LB).
| Frauental an der Laßnitz | Groß Sankt Florian                          | Gleinstätten (LB)              |
| Sankt Peter im Sulmtal   | Kompassrose, die auf Nachbargemeinden zeigt | Sankt Johann im Saggautal (LB) |
| Wies, Pölfing-Brunn      | Eibiswald                                   | Oberhaag (LB)                  |

## Geschichte
Streufunde zeugen von einer Besiedelung des Gebietes schon in der Jungsteinzeit (3000 v. Chr.). In Greith wurde ein Lochbeil und in Sulb ein Flachbeil, welches seiner Art nach in der Übergangszeit von Jungsteinzeit zur Kupferzeit gehört, gefunden.

### Vorrömische Zeit (750 bis 15 v. Chr.)
In Oberhart befindet sich eines der wenigen Gräberfelder der Steiermark vom Übergang der Hallstatt- zur La-Tène-Zeit (500 v. Chr.), wie die Grabfunde belegen. Auch lassen Keramikfunde an mehreren Stellen des Gemeindegebietes eine Besiedelung in dieser Zeit erahnen.

### Römische Provinzialzeit
Zahlreiche Grabhügel (Tumuli) beweisen eine schon damals hohe Bevölkerungsdichte. Grabbeigaben wie Dreifußschalen, Gefäße aus Ton und Glas, Münzen und Schmuck wurden geborgen. In Bergla wurde ein römischer Gutshof mit den dazugehörigen Grabstätten nachgewiesen.
Bemerkenswert ist auch, dass nach Karl Braher eine Römerstraße durch das Gemeindegebiet führte und noch heute Salzstraße genannt wird. Dieser Straßenzug führte vom Radlpass über St. Martin – Taborkogel – Fröhlichberg – Riemerberg zur Ulrichskirche bei Deutschlandsberg.

### Besiedelung nach Ende der Völkerwanderung

Gemeindekundmachung 1850: St. Martin entstand aus mehreren Katastralgemeinden und gehörte anfangs zur Bezirkshauptmannschaft Stainz

Am Ende der Völkerwanderung ließen sich seit 568 Slawen nieder. Slawische Namen wie Sulpa (= Sulm) haben sich bis heute erhalten.
In der Katastralgemeinde Sulb lag einst der Edelhof Sulm oder Sulb. Im Jahre 1050 erhielt das Erzbistum Salzburg einen Aribonenbesitz vom Vollfreien Waltfried. Dieser Besitz befand sich laut Urkunde „iuxta Sulpam in loco chapella“ (Güter bei Sulb mit Kapelle). Der in Ungnade gefallene Bruder Waltfrieds, der Volksfreie Eppo verlor Güter „ad chappelum pro Sulpam“. Laut Baravelle kann sich dieser Sulpam nur auf St. Martin i.S. beziehen, also hat sich schon um 1050 eine Kapelle in St. Martin befunden.
Im Jahre 1144 erscheint ein „Otto de Sulbe“ als Ministrale des Erzbistums von Salzburg. Dieser Verwalter muss in Sulb einen wehrfähigen Hof besessen haben. Dieser Edelhof hat in die Reihe jener Wehrbauten gehört, die in den neu gegründeten Orten errichtet worden waren.
Im Jahre 1244 wird das Bistum Lavant mit seinen Grenzen in der Weststeiermark genau bestimmt. In dieser Urkunde wird „St. Martin bei Sulb“ als Filialkirche von Groß St. Florian genannt. Dieses Jahr nimmt die Gemeinde St. Martin als Gedenkjahr seiner ersten Nennung zum Anlass. Vermutlich im Jahr 1225 (Mongoleneinfall) wurde in Dietmannsdorf ein Gefäß mit über 1000 Münzen (Friesacher Pfennige mit Prägejahr 1222) vergraben. Dieser Schatzfund wurde im Jahr 1922 bei Grabarbeiten in einem Hausflur gemacht.

### Turm zu Aigen
1441 wird ein „Thurm zu labach“ in einer Teilungsurkunde der ausgestorbenen Pettauer genannt. Hier handelt es sich um einen Wehrbau der als „Taborschloss“ auf dem Taborkogel auch in der Volksüberlieferung Eingang fand. Beim Neubau der Pfarrkirche St. Martin sollen Steine dieses Turmes verwendet worden sein. Zahlreiche Einzelheiten über den Taborkogel wurden bei im Festjahr 1994 durchgeführten archäologischen Grabungen zum Vorschein gebracht.

### Kriegswirren der Neuzeit
Die Franzosen besetzten um 1805 auch St. Martin. Der Dorfrichter namens Marx wurde von den französischen Soldaten verhaftet und nach Marburg gebracht, da er über die „Obrigkeit“ schimpfte. Der Erste Weltkrieg war auch für St. Martin eine Zeit großer Entbehrungen. Das 1921 geschaffene Kriegerdenkmal zählt die Gefallenen aus der Pfarre.
Während des nationalsozialistischen Juliputsches im Jahr 1934 wurde das Postamt des Ortes von NS-Aufrührern besetzt, der Gendarmerieposten umstellt und seine Telefonleitung gekappt. Da die Aufständischen anfangs für einen Sturm auf den Posten zu schwach waren, erhielten sie weitere Verstärkung, wodurch es ihnen schließlich gelang, die nur dreiköpfige Postenbesatzung zur Aufgabe zu zwingen. Nachdem sie alle am Gendarmerieposten verwahrten Waffen entwendet hatten, verließen die meisten Nationalsozialisten den Ort wieder. Zurück blieb nur eine kleine Truppe zur Bewachung des Postens, welche sich am Morgen des 26. Juli 1934 aus dem Staub machte, nachdem bekannt geworden war, dass eine Einheit der loyal zur Regierung stehenden Heimwehr im Anmarsch sei. Wegen Beteiligung am Juliputsch wurden im Gebiet des Gendarmeriepostenrayons St. Martin 33 Personen verhaftet, eine unbekannte Anzahl weiterer flüchtete über Jugoslawien ins Deutsche Reich.
Im Zweiten Weltkrieg kehrten nicht wenige Pfarrbewohner von ihrem Kriegseinsatz an der Westfront, an der Eismeerfront oder in Russland nicht mehr zurück. Nach der Kapitulation war St. Martin zunächst von Bulgaren aus der Roten Armee und den sogenannten „Titotruppen“ besetzt. Die Bevölkerung machte mit diesen Besatzungstruppen viele leidvolle Erfahrungen. Die Besetzung durch die später nachfolgenden britischen Truppen hatte nur mehr symbolischen Charakter.

## Kultur und Sehenswürdigkeiten

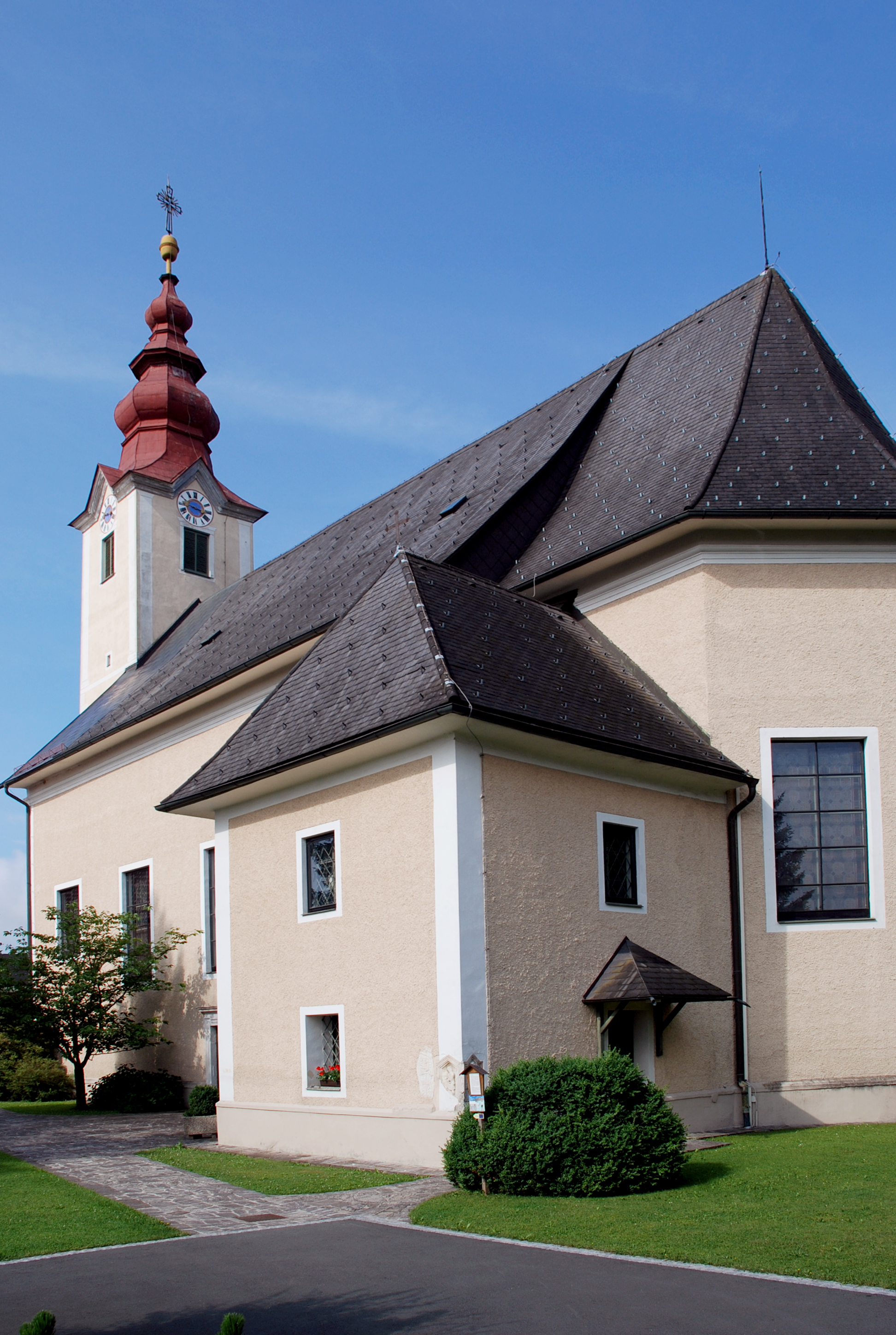
Pfarrkirche Sankt Martin im Sulmtal

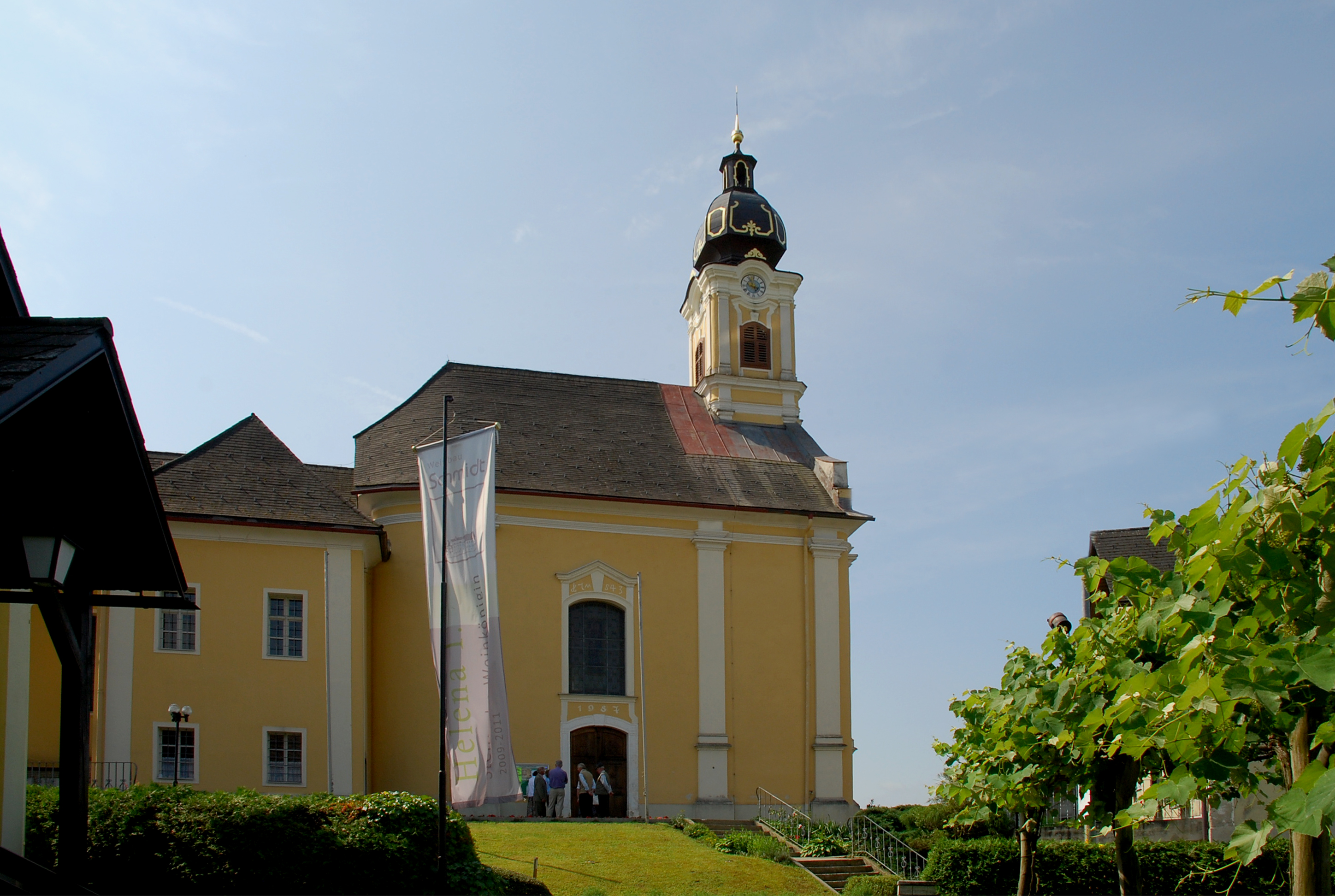
Pfarrkirche St. Ulrich in Greith

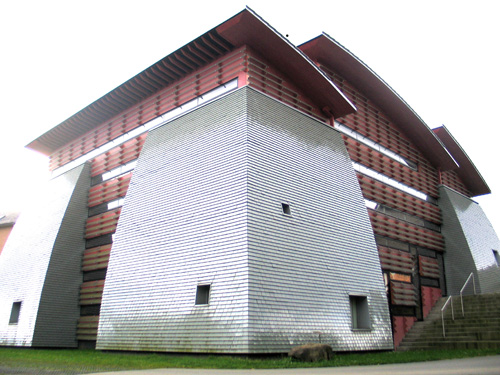
Greith-Haus

- Katholische Pfarrkirche Sankt Martin im Sulmtal: Eine Kirche wurde 1244 erwähnt, eine Glocke stammt aus dem 14. Jahrhundert. Vom 16. Jahrhundert bis 1788 war sie Filialkirche von Gleinstätten, seither ist St. Martin wieder eigenständige Pfarre. Die Kirche wurde 1701–1714 im barocken Stil neu erbaut, der Turm der früheren Kirchenanlage, der erst 1664/65 erbaut worden war, blieb erhalten. An der Kirchenmauer sind römische Steine aus dem zweiten nachchristlichen Jahrhundert eingemauert Sie bestehen aus einem Gesimsstück mit Pflanzenornamenten und einem Eckstein mit zwei Gestalten, welche Schreiber (librarii) darstellen. Die Reliefs entstammen einer römischen Grabkapelle.[13]
- Katholische Pfarrkirche St. Ulrich in Greith
- Das Kulturzentrum St. Ulrich im Greith (Greith-Haus) wurde vom Architektenduo Szyszkowitz + Kowalski geplant und im Jahr 2000 eröffnet.
- Die Dorfkapelle in Gasselsdorf wurde 1860 erbaut, ist Maria Königin geweiht und hat eine Messlizenz. 1959 und 2015[14] wurde sie renoviert. Aus Anlass der Generalsanierung vor 65 Jahren wurde am 6. Oktober 2024 eine Feierstunde abgehalten.[15]

## Wirtschaft und Infrastruktur

### Ansässige Unternehmen
Es gibt in St. Martin im Sulmtal mehrere Gastronomiebetriebe und zahlreiche Gewerbebetriebe.
Die „Wolframhütte Bergla“ ist ein international tätiges Unternehmen mit Sitz in St. Martin im Sulmtal. Sie beschäftigt sich mit der Verarbeitung von Wolframerz (Scheelit), das unter anderem in einem Bergbaubetrieb in Mittersill abgebaut wird, der zum Unternehmen gehört. Weiters werden wolframhaltige Recyclingstoffe verarbeitet. Wolfram ist ein sehr dichtes (schweres) Metall, das nicht leicht korrodiert und auch nur schwer bearbeitet werden kann (Schweißen nur mit Laser oder Elektronenstrahl). Das Erz wird zunächst zu einem Zwischenprodukt Ammoniumparawolframat verarbeitet. Daraus werden Wolframoxid-, Wolframmetall- und Wolframcarbidpulver für die pulvermetallurgische Industrie hergestellt. Wolfram besitzt von allen reinen Metallen den höchsten Schmelzpunkt und den zweithöchsten Siedepunkt. Seine bekannteste Verwendung ist die als Glühfaden in Glühlampen. Das Werk steht auf dem Gelände des früheren Braunkohlenbergwerkes in Bergla, welches in den Jahren um 1975 geschlossen wurde.

### Tourismusverband
Die Gemeinde bildet gemeinsam mit St. Peter im Sulmtal und Schwanberg den Tourismusverband „Sulmtal-Koralm“. Dessen Sitz ist in Schwanberg.

### Öffentliche Einrichtungen
Es gibt vier Feuerwehren in der Gemeinde.

### Bildung
Es gibt zwei Volksschulen und zwei Kindergärten sowie mit dem Schuljahr 2019/2020 eine Kinderkrippe als Versuchsprojekt.

### Verkehr

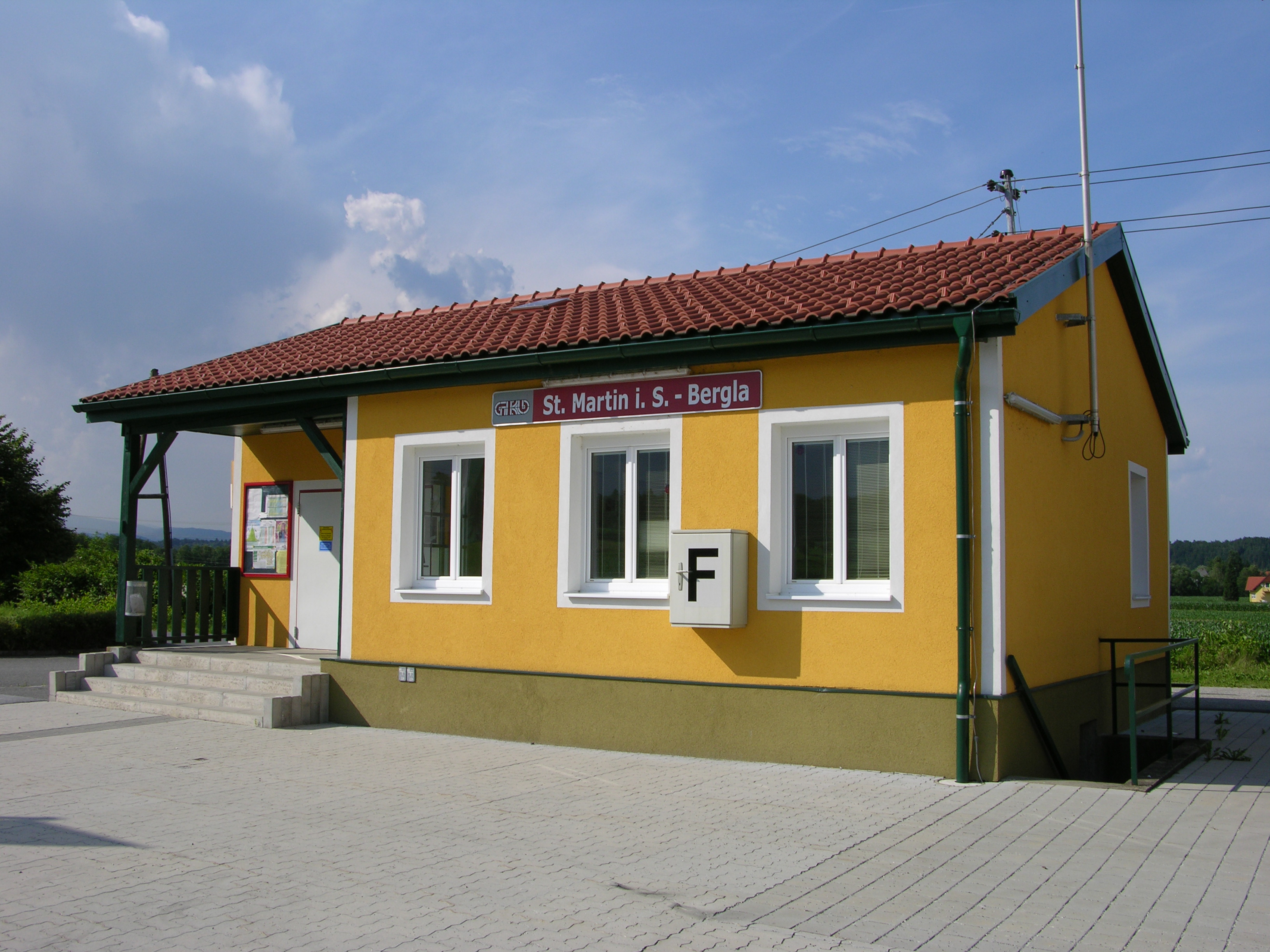
GKB-Haltestelle St. Martin i.S. – Bergla (2006)

Die Gemeinde liegt direkt an der Sulmtal Straße B 74 und besitzt eine Bahnhaltestelle an der Eisenbahnstrecke Wies-Eibiswald – Graz (Wieserbahn) der Graz-Köflacher Eisenbahn (GKB), die seit Dezember 2007 Teil des steirischen Schnellbahnnetzes ist (Linie S 6/S 61).

## Politik

### Gemeinderat
Der Gemeinderat hat 21 Mitglieder und vor der Zusammenlegung (2014) mit der ehemaligen Gemeinde Sulmeck-Greith 15 Mitglieder.
- Nach den Gemeinderatswahlen in der Steiermark 2000 hatte der Gemeinderat folgende Verteilung: 10 ÖVP, 3 FPÖ und 2 SPÖ.
- Nach den Gemeinderatswahlen in der Steiermark 2005 hatte der Gemeinderat folgende Verteilung: 9 ÖVP, 4 SPÖ und 2 Sankt Martin aktiv.[18]
- Nach den Gemeinderatswahlen in der Steiermark 2010 hatte der Gemeinderat folgende Verteilung: 9 ÖVP, 4 SPÖ und 2 Sankt Martin aktiv.[19]
- Nach den Gemeinderatswahlen in der Steiermark 2015 hatte der Gemeinderat folgende Verteilung: 15 ÖVP, 4 SPÖ und 2 FPÖ.[20]
- Nach den Gemeinderatswahlen in der Steiermark 2020 hat der Gemeinderat folgende Verteilung: 18 ÖVP, 1 SPÖ, 1 FPÖ und 1 GRÜNE.[21]

### Bürgermeister
- bis 2013 Josef Steiner (ÖVP)[22]
- seit 2013 Franz Silly (ÖVP)[23]

### Wappen
Wegen der Gemeindezusammenlegung verlor das Gemeindewappen mit 1. Jänner 2015 seine offizielle Gültigkeit.
Die Neuverleihung erfolgte mit Wirkung vom 1. Dezember 2015.
Die neue Blasonierung lautet:
„Von Rot und Silber gespalten, vorne ein schrägrechter silberner, hinten ein schräglinker schwarzer Fluss; beide Flüsse schließen oben ein von Silber und Schwarz gespaltenes Bergmannszeichen, unten eine von Silber und Rot gespaltene belaubte Weintraube ein.“

### Partnerschaftsgemeinden
Mit der Stadt Krempe im Bundesland Schleswig-Holstein in Deutschland unterhält Sankt Martin im Sulmtal partnerschaftliche Verbindungen.

## Persönlichkeiten

### Söhne und Töchter der Gemeinde
- Karl Rainer (1936–2022), Politiker (SPÖ) und Gewerkschafter

### Mit der Gemeinde verbundene Persönlichkeiten
- Josef Krainer senior (1903–1971), ehemaliger Landeshauptmann der Steiermark und Bürgermeister von Gasselsdorf
- Franz Neger (* 1964), Reporter und Fernsehmoderator

## Historische Landkarten

St. Martin und seine Umgebung in den Landesaufnahmen der Zeit von etwa 1790 bis 1910
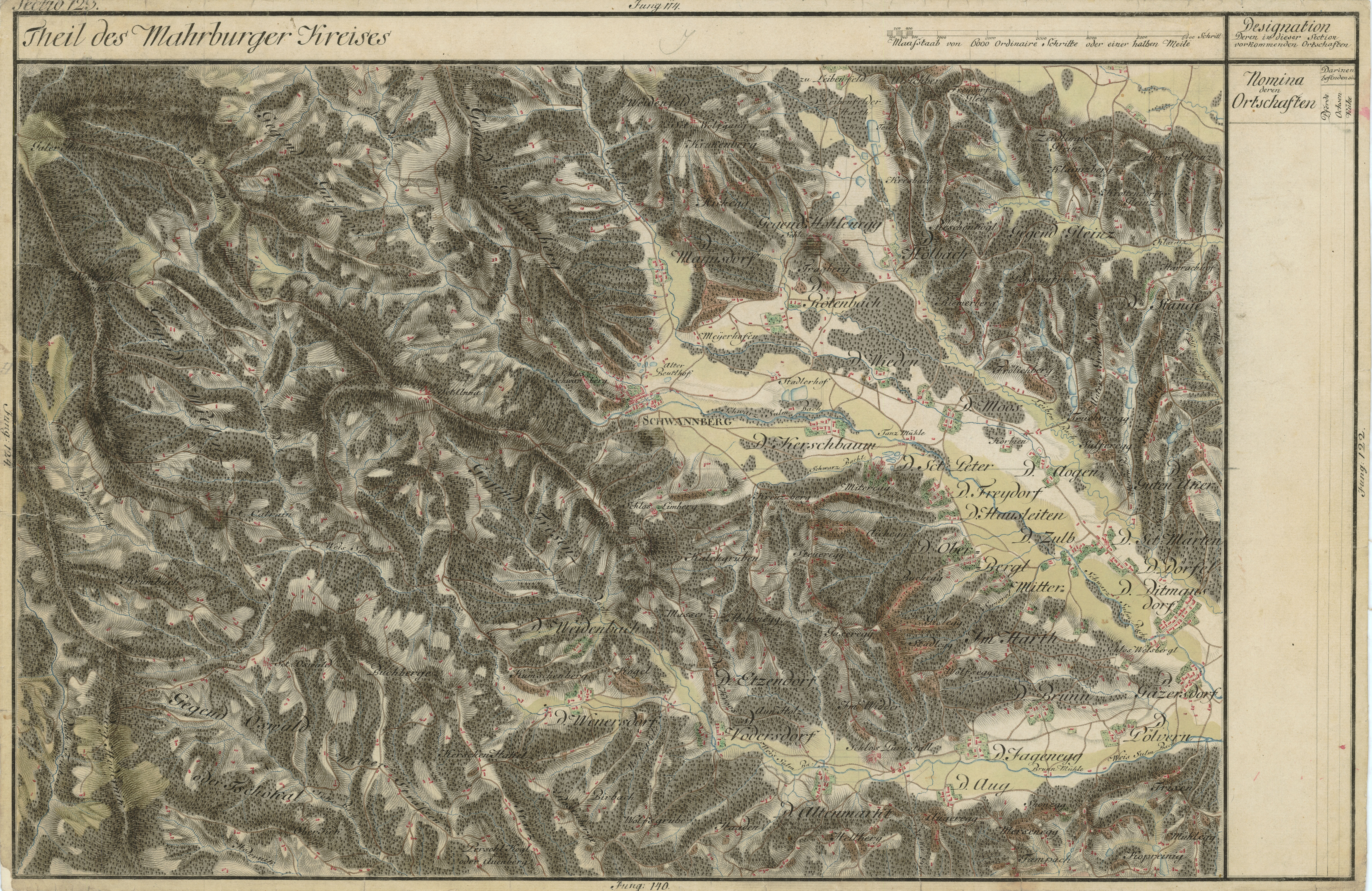
Das Gebiet von „St. Marten“ als „Theil des Mahrburger Kreises“ in der Josephinischen Landesaufnahme, um 1790
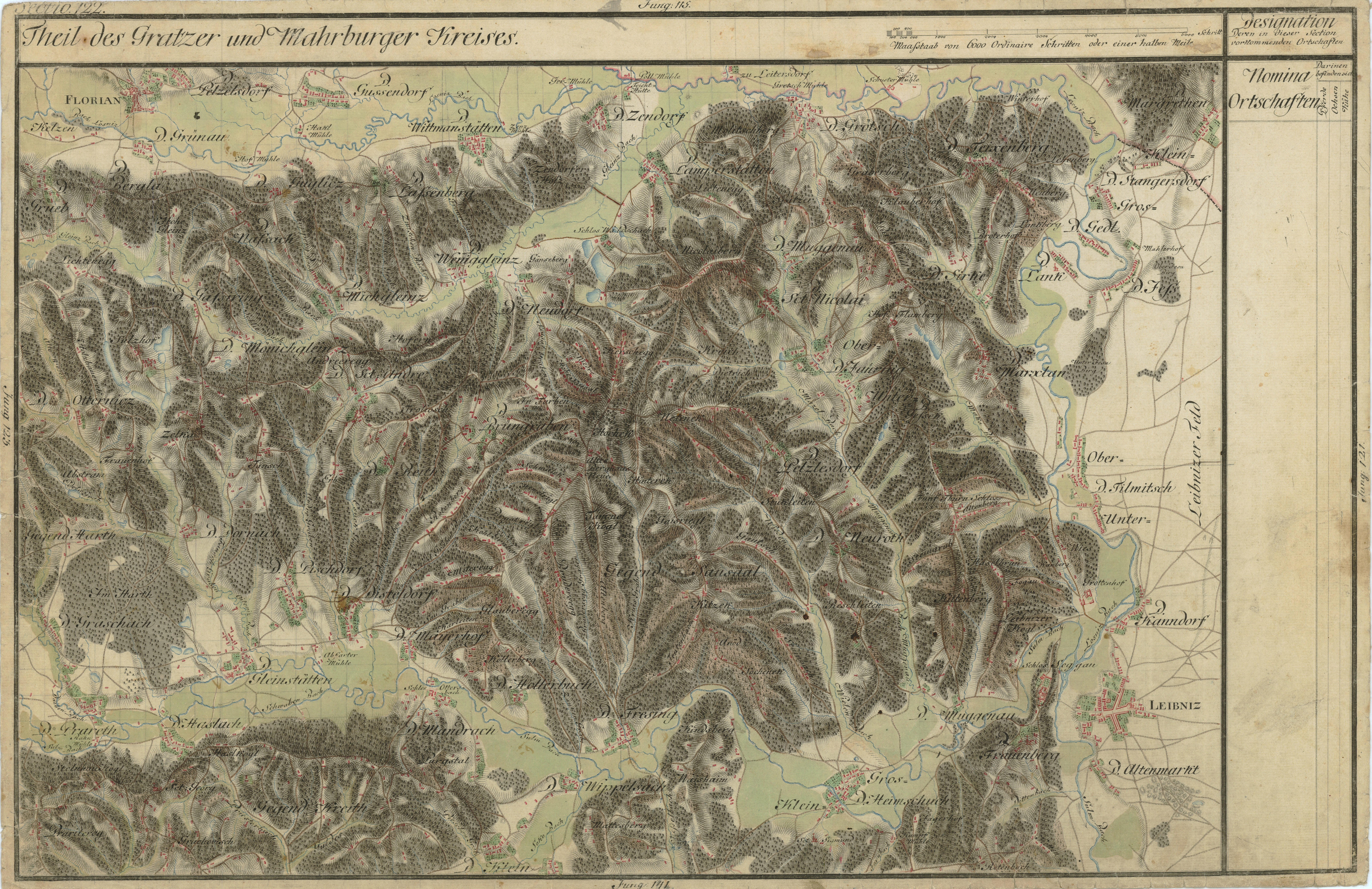
Otternitz (links außen)
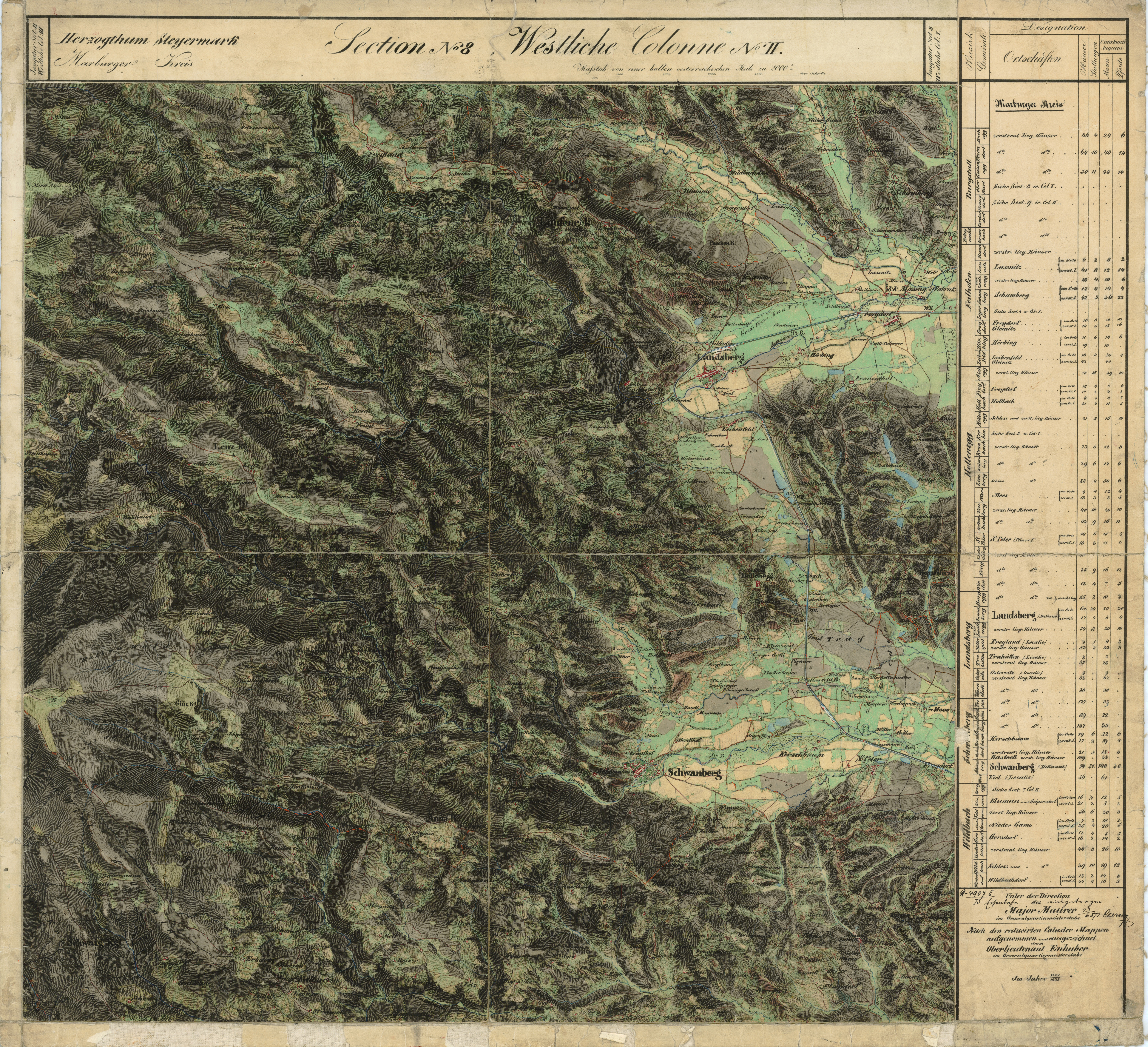
Franziszeische Landesaufnahme, ca. 1835
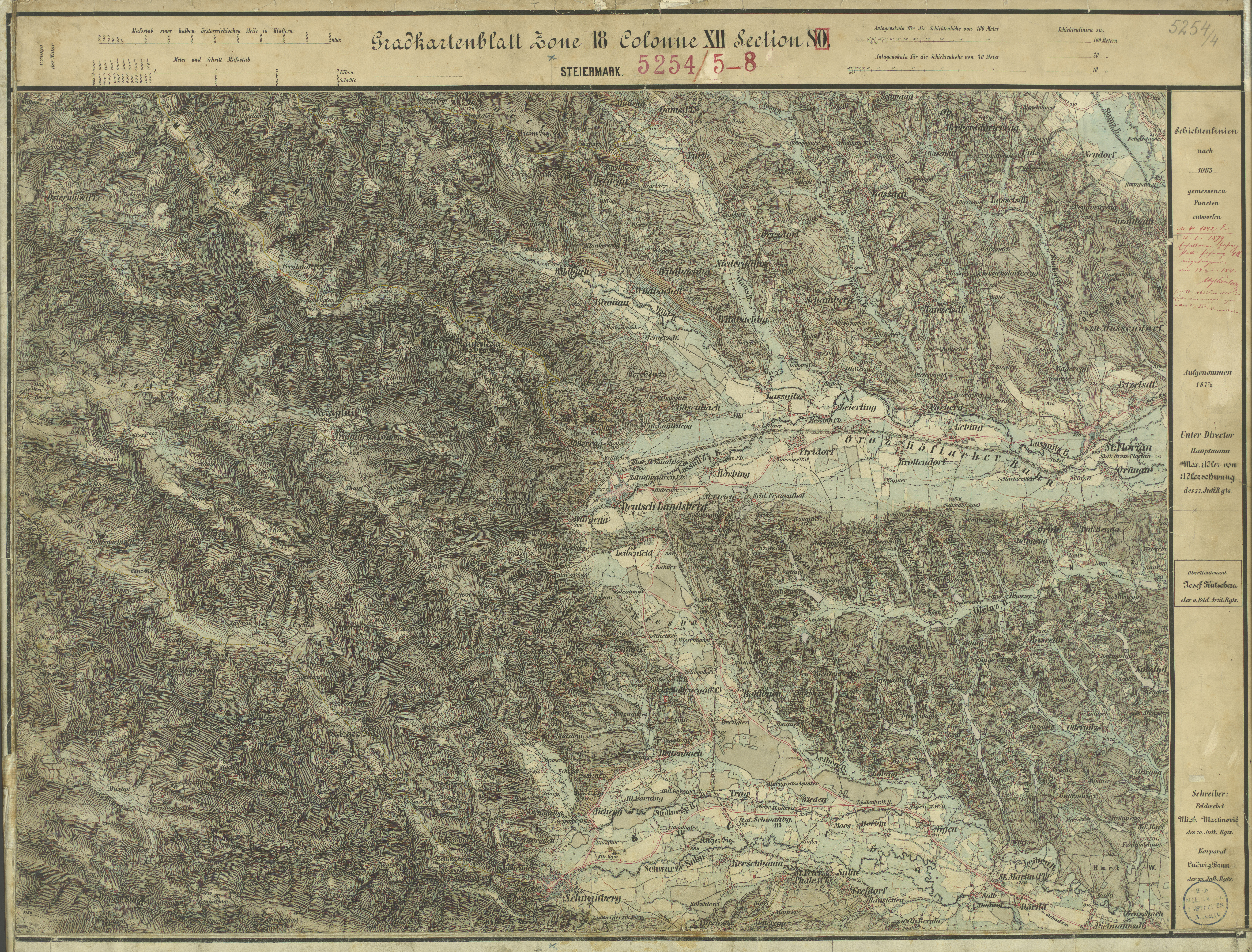
St. Martin, um 1878
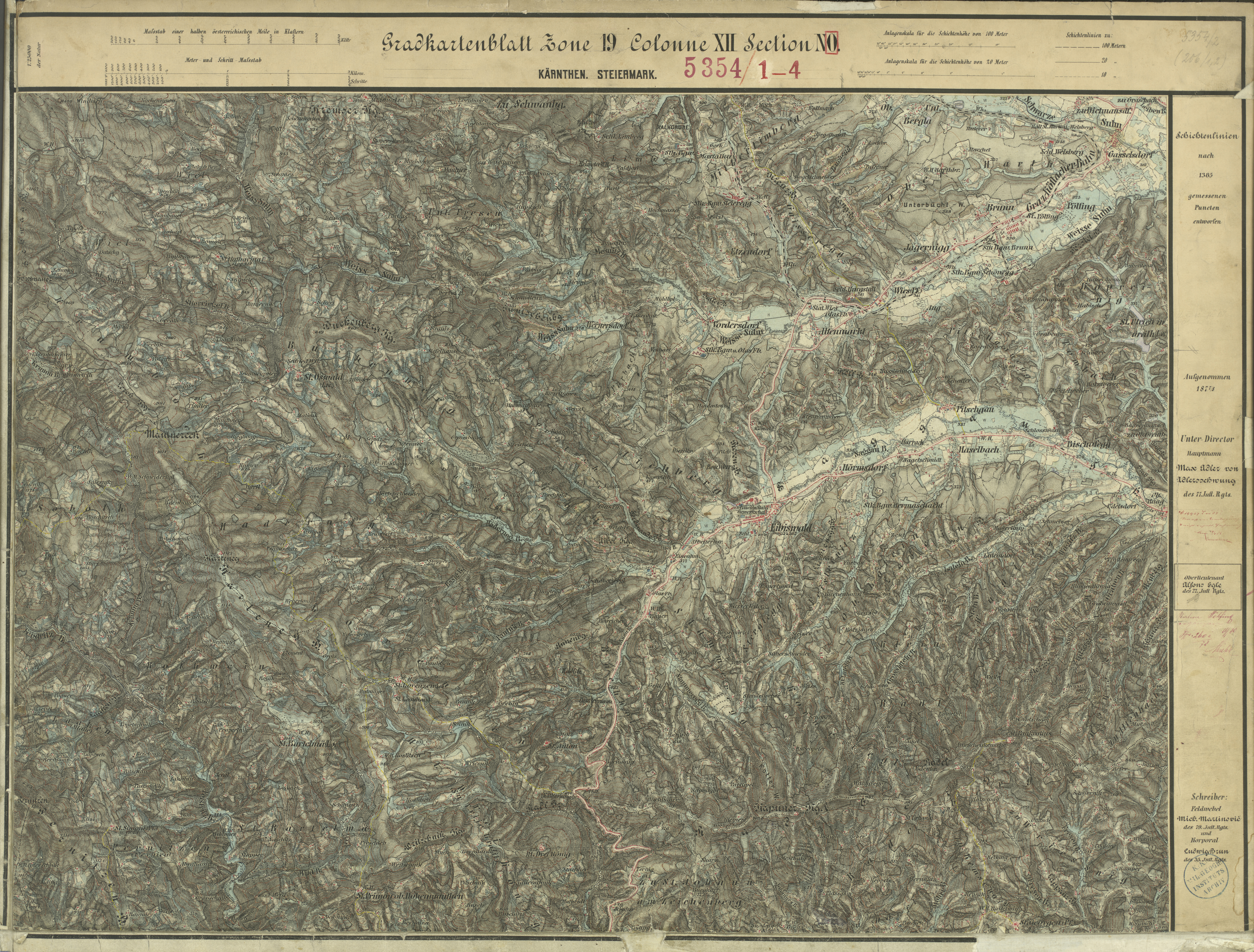
Im Süden von St. Martin liegt das frühere Kohlenrevier um Pölfing und Brunn, Aufnahmeblatt 1:25.000 um 1878
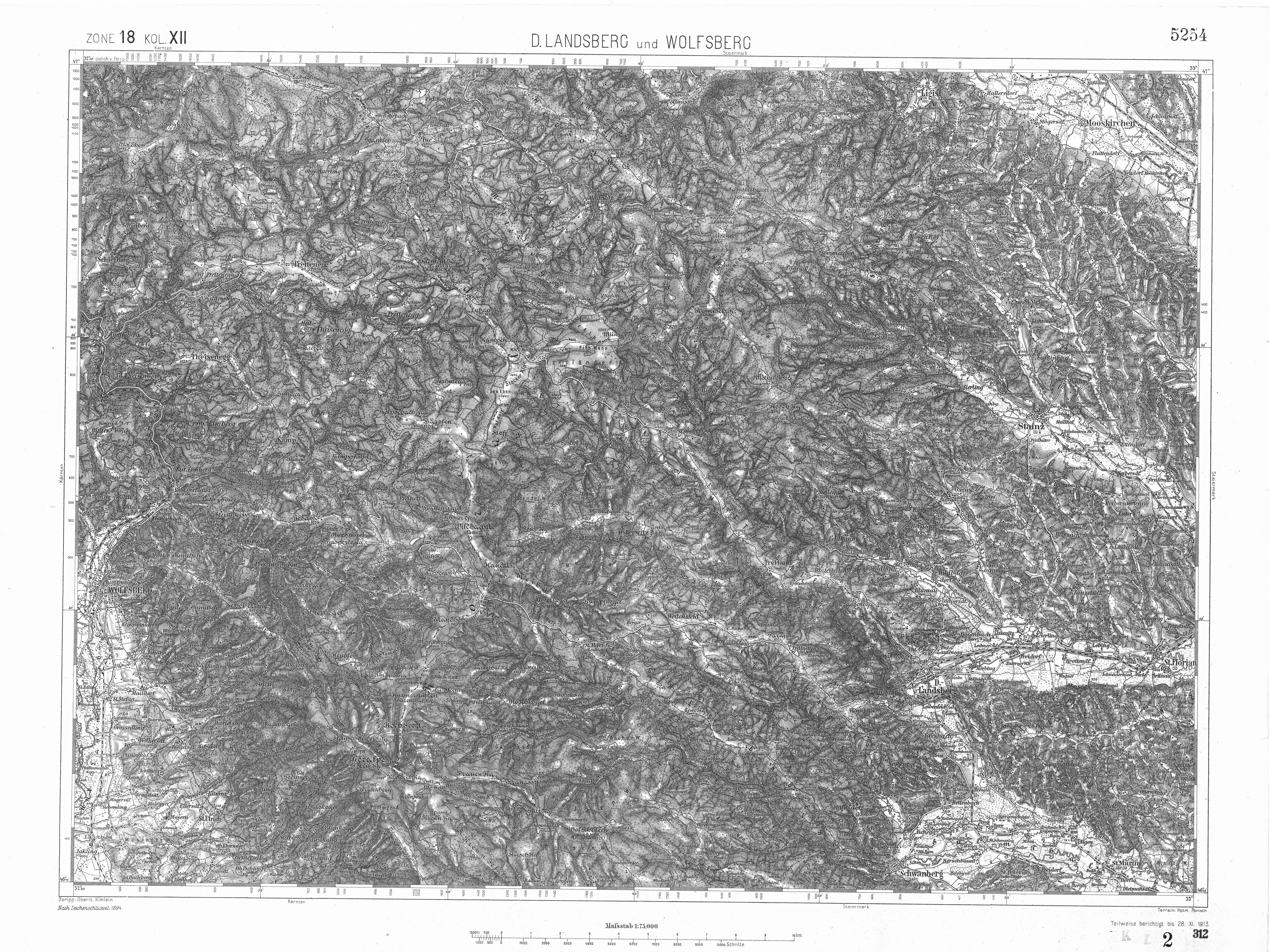
In der franzisco-josephinischen Landesaufnahme, ca. 1910